# Кониц, Генрих Самуилович
Генрих Самуилович Кониц (пол. Henryk Konic; 15 января 1860, Варшава — 10 мая 1934, Варшава) — юрист, журналист, политический деятель,  депутат Государственной думы II созыва от Плоцкой губернии, профессор Варшавского университета.

## Биография
Родился в зажиточной еврейской семье. Отец — Самуил Кониц (пол. Samuel Konitz; 1821—1879) — богатый торговец и землевладелец, мать — Шарлота, урождённая Кроненберг (пол. Szarlota Kronenberg, 1826—1913). Выпускник 2-й Варшавской гимназии, которую окончил с золотой медалью. В 1881 году окончил юридический факультет Варшавского университета. Владел имением Ратово Млавского уезда Плоцкой губернии площадью 85 десятин.
Начал работу в качестве помощника присяжного поверенного Леона Крысинского (Krysiński) в окружном суде в Варшаве по гражданскому праву. С 1886 года — присяжный поверенный, приобрёл известность в качестве одного из ведущих знатоков гражданского и торгового права в Царстве Польском. С 1881 года вошёл в состав редакции «Газета Сондова Варшавска» («Варшавская судебная газета»), с 1897 года (с перерывом на три года, 1915—1918) редактор-издатель этого еженедельника. Участвовал в издании еженедельной «Судебной газеты» (Санкт-Петербург) и многих других изданий. Служил юридическим консультантом Привислинской железной дороги, Банка Хандлового (Handlowy) в Варшаве, Фонда имени Юзефа Мяновского и других крупных польских предприятий и организаций. Состоял в различных благотворительных организациях, занимавшихся помощью литераторам и журналистам. В 1907 году вошёл в число учредителей Юридического общества в Варшаве. В годы первой русской революции 1905—1907 годов оставался сторонником полонизации школ и судопроизводства, выступал за автономию Царства Польского и равенство прав поляков и других подданных Российской империи. Вошёл в состав руководства Прогрессивно-демократической партии. В 1906 году стал одним из основателей Польской прогрессивной партии. При выборах в Думу Польская прогрессивная партия вошла в состав избирательного блока «Национальное объединение», возникший под эгидой Национально-демократической партии.
6 февраля 1907 года был избран во Государственную думу II созыва от общего состава выборщиков Плоцкого губернского избирательного собрания. Был одним из лидеров Польского коло. Вместе с Новодворским и Стецким разработал проект автономии Царства Польского. Проект был составлен по образцу галицийской автономии и предусматривал восстановление должности губернатора, создание отдельного Польского сейма, казначейства и судебных органов. 19 апреля 1907 года проект был подписан 46 польскими депутатами Думы, 23 апреля 1907 года был представлен председателю Государственной Думы Ф. А. Головину.
Состоял в думских комиссиях об отмене военно-полевых судов, о неприкосновенности личности, по местному управлению и самоуправлению, о привлечении 55 членов Думы к уголовной ответственности. Выступил с докладами от имени Комиссии о неприкосновенности личности и по законопроекту «Об отмене взысканий за тайное обучение в Царстве Польском и Западном крае». 29 апреля 1907 поддержал от имени Польского коло законопроект военного министерства «Об увеличении контингента призывников», выступив с речью о том, что сила России, в том числе и военная мощь, в интересах польского народа.
После Третьеиюньского переворота продолжал возглавлять Польскую прогрессивную партию, препятствовал её подчинению Национально-демократической партии. В 1907 году слились Польская прогрессивная партия и Прогрессивно-демократическая партия, в результате чего появилось Польское прогрессивное объединение. Кониц вошел в его правление и Главный совет, но в 1910 году вышел из Польского прогрессивного объединения в связи с возникшими разногласиями. В 1909—1911 годах во время дискуссии в польской прессе о еврейском вопросе Кониц ратовал за противодействие тем элементам еврейства, которые, с его точки зрения, якобы опасны для интересов польской нации и её культуры.
С началом Первой мировой войны последовательно отстаивал идею полной независимости Польши. Участник создания Демократического клуба в Варшаве, являлся сторонником объединения всех территорий, имеющих польское население, в одном государстве. Принимал участие в работе Гражданского комитета Варшавы, позднее — в Центральном гражданском комитете вплоть до его ликвидации оккупационными властями 11 сентября 1915 года. Был одним из создателей польских судов во время немецкой оккупации Варшавы. В ноябре 1915 года был интернирован немцами и в течение трёх лет находился в лагерях в Щипёрно, Любани и Гёттингене. Освободившись из заключения, некоторое время был под надзором немецких оккупационных властей в своём имении Ратково. Был членом сеймово-конституционной комиссии Временной Государственной Рады.
После получения Польшей независимости в 1919—1929 годах был товарищем председателя, а затем в 1929—1930 и 1931—1932 годах — председателем Высшего совета адвокатов. Являлся главой Дисциплинарного суда при палате адвокатов в Варшаве. Начиная с 1921 года, служил профессором права Варшавского университета, где читал лекции по гражданскому праву (право собственности, законы о личности и закон о браке и другие вопросы). Председатель Юридического комитета Польского радио. С 1927 года — член Правового совета при Министерстве юстиции. Являлся советником ряда крупнейших банков. Был представителем Польши на международной конференции по правовым вопросам. Член правления коммерческого банка и правления Общества электроэнергии.
Был похоронен на кладбище Старые Повонзки в Варшаве.

## Семья
- Жена — Хенрика (Henryka), урождённая Вольфсон (1879—1944)
  - Сын — Казимеж (1900—1904)
  - Сын — Томас (1902—1943).

## Награды
- Командорский Орден Возрождения Польши (2 мая 1923)[6].
- Офицер Ордена Почётного легиона
- Кавалер Ордена Почётного легиона
- Бельгийский Орден Короны 3-й степени
- Орден Короны Италии

## Избранные работы
- «Земледелие и торговля во времена герцогства Варшавского»,
- «Гминное самоуправление»,
- «История супружеского права в Царстве Польском»,
- «Руководство для гминных властей»
- Rolnictwo i handel za czasów Księztwa Warszawskiego (1807–1815). Warszawa 1881
- Podręcznik dla władz gminnych obejmujący zbiór przepisów i postanowień, obowiązujących władze gminne w Królestwie Polskiem. Warszawa 1883, wraz z Henrykiem Olszewskim
- Kartka z dziejów oświaty w Polsce: władze oświecenia publicznego i oświata elementarna w Księztwie Warszawskim. Kraków 1895
- Dzieje prawa małżeńskiego w Królestwie Polskiem (1818–1836). Warszawa 1903
- Komisya rządząca 1807 r. Warszawa 1904
- Samorząd gminny w Królestwie Polskiem w porównaniu z innemi krajami europejskimi. Warszawa 1906
- Służebności w prawie cywilnem (rzeczowem): dodatek do wykładów uniwersyteckich prof. H. Konica. Warszawa 1927

### Архивы
- Российский государственный исторический архив. Фонд 1278. Опись 1 (2-й созыв). Дело 205; Дело 620. Лист 2, 3.